# Saint-Paul-d'Oueil
Saint-Paul-d'Oueil is een gemeente in het Franse departement Haute-Garonne (regio Occitanie) en telt 53 inwoners (2009). De plaats maakt deel uit van het arrondissement Saint-Gaudens.
Bezienswaardig is het Kasteel van Saint-Paul-d'Oueil.

## Geografie
De oppervlakte van Saint-Paul-d'Oueil bedraagt 7,3 km², de bevolkingsdichtheid is dus 7,3 inwoners per km².
De onderstaande kaart toont de ligging van Saint-Paul-d'Oueil met de belangrijkste infrastructuur en aangrenzende gemeenten.

## Demografie
Onderstaande figuur toont het verloop van het inwonertal (bron: INSEE-tellingen).